# Johann David Gschwend
Johann David Gschwend (* 14. Dezember 1691 in Eisenberg; † 15. April 1767 ebenda) war ein deutscher Lehrer, Historiker und  Autor, der 1758 die erste Chronik der Stadt Eisenberg veröffentlichte.

## Leben
Johann David Gschwend war der Sohn des Eisenberger Rektors Adam Gschwend (1665–1722). Nach dem Studium an der Universität Jena lehrte er dort als Magister, wurde Rektor in Altenburg und am 30. Dezember 1737 Rektor am Lyceum in Eisenberg. Ab 1763 wurde ihm bis zu seinem Tode 1767 sein Sohn als Collaborator zur Seite gestellt.

## Veröffentlichungen
- 1714: Dissertatio Historica De Philippo Svevo Et Ottone IV. Imperatoribvs …
- 1716: Dissertatio Decima Octava De Henrico VI.
- 1725: Nuptiis Auspicatissimis Freieslebio-Goetzianis, Lipsiae V. Calend. Jun. MDCCXXV. Celebratis, Ex Animo Gratulabundus
- 1738: Serenissimi principis ac domini, domini Friderici, ducis Saxoniae … natalem exoptatissimum VII. Kalend. Maii … celebrandum indicit …
- 1738: Svccincta Delineatio Insignis Altenbvrgi, Capitis Osterlandiæ Antiqvissimæ
- 1739: Lectiones Per Integri Anni Spativm, A Festo S. Michaelis CIƆIƆCCXXXIX Ad Idem CIƆIƆCCXL, Svmmo Deo Annvente Et Serenissimo Friderico, Patriae Patre Optimo, […] 10066365 im VD 18.
- 1746: Bey dem Hohen Vermählungsfeste Des Hochgebohrnen Grafen und Herrn, Herrn Friedrich Bodo, Grafen zu Stollberg … 90006143 im VD 18.
- 1752: Scholae Moderatoris Characteres Seremissimvs Princeps Ac Dominvs Dominvs Dominvs Fridericvs III, Dvx Saxoniae, Ivliae, Cliviae, Montivm … 10066306 im VD 18.
- 1753: Mvsarvm Alvmno Praecepta. Serenissimi Princips Ac Domini, Domini Friderici III. Dvcis Saxoniae, Ivliae, Cliviae, Montivm … 10066349 im VD 18.
- 1757: Dissertativncvlae De Expedito Et Plano In Lativm Itinere Continvatio. Serenissimo Principi Ac Domino, Domino Friderico III, Dvci Saxioniae, Ivliae, Cliviae 10066322 im VD 18.
- 1758: Cvi Bono?: Serenissimi Principis Ac Domini, Domini Friderici III, Dvcis Saxioniae, Ivliae, Cliviae … Die Natali VII Kal. Maii, A. R. S. MDCCLVIII Qvam Felicissime Redevnte Qvo Excellentissimvs Provinciae Eisenbergensis Praeses … 10334696 im VD 18.
- 1762: Explosa Cartesii Dvbitatio. 10066314 im VD 18.
- 1764: Iisraelitarvm Ivdices Dictatores Romanorvm? 10066330 im VD 18.
- 1765: Dissertativncvla Altera De Iisraelitarvm Dictatoribvs. 90085779 im VD 18.
- Mortem Praematvram Viri Nobilissimi Doctissimi Ioannis Andreae Bevmelbvrgii Gothani Sacrarvm Et Hvmanarvm Litterarvm Cvltoris Stvdiosissimi Sodalis Svi […]